# 高普尼克

一名俄罗斯高普尼克蹲在赫鲁晓夫楼的楼梯间里。

高普尼克（俄语：гопник，羅馬化：gopnik，發音：[ˈɡopnʲɪk]，羅馬化：hopnyk，羅馬化：hopnik  ) ，又譯戈普尼克，是對俄罗斯、乌克兰、白俄罗斯等前苏联加盟共和国不良分子的稱呼，他們通常是工人阶级背景的年轻人士（女性被稱為 gopnitsa ），大多居住在郊區，家庭教育程度低、收入低。
高普尼克的集体名词形式是gopota（俄语：гопота），而這種次文化起源于俄罗斯帝国晚期的工人阶级社区，并在20世纪下半叶在苏联的许多城市逐渐在地下出现，然而直至20世纪80年代末至90年代，在苏联解体帶來的貧困之下，高普尼克次文化才真正遍地开花，並流行至2000年代。2010年代末，尽管类似高普尼克的青年帮派在俄罗斯以及其他斯拉夫和波罗的海国家仍然存在，但這股亚文化已大不如前。

## 词源
民間将这个词中的解釋為（本地无产阶级宿舍）的缩写，這些是布爾什維克政府在十月革命后为穷人创建的救濟院，但實際上，這個詞可能與象声词（gop）有關，指「很快地抓住或打擊某物」的行为，亦可能来自于俚语（gopat'），意思為「抢劫」。而《達爾辭典》則指出一詞是一個老俚語，指「睡在街上」的行為，可能與俄羅斯黑手黨或圣彼得堡的犯罪者有关。 
“Gopnik”一詞首次在出現書面語中是在Zoopark於1984年的歌曲《Gopniki》中。 

## 典型印象

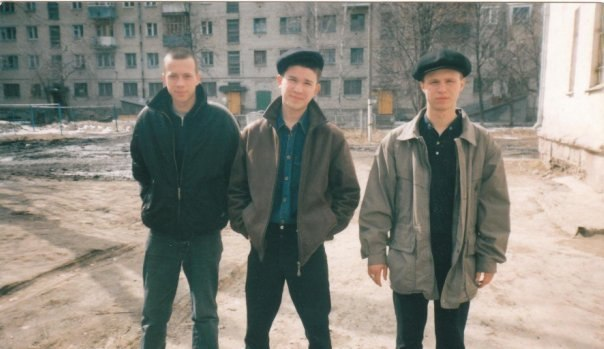
2000年代初期秋明市的典型高普尼克

高普尼克愛穿Adidas或Puma運動服，這股風潮是由1980年莫斯科奧運的蘇聯代表團帶起。他們亦愛吃葵花籽（在他們的俗語中被稱為semki 或semechki ），尤以俄羅斯和烏克蘭的高普尼克為主。这种亚文化亦与俄羅斯的香颂音乐，尤其是blatnaya pesnya類的歌曲有關聯。而2010年代起的网络迷因就將他們與Hardbass音樂聯繫起來。高普尼克亦經常在公寓或学校等地方外脚后跟着地蹲踞，在俗語中被稱為（na kortakh，字面意思：在腿上坐）或（na krabe ，字面意思：蟹形）。這種行為起源於苏联的监狱文化，以避免坐在寒冷的地面上。他们还被认为容易滥用药物、酗酒、作出犯罪行為及引發球迷骚乱。 
部分哥普尼克持有俄罗斯民族主义或泛斯拉夫主义的政治立場，尽管左派、极右翼甚至新纳粹的哥普尼克社区亦存在。在俄罗斯，一些高普尼克持有强烈的反西方观点并支持普京政府。 